# Světový pohár v běhu na lyžích 2015/2016
Světový pohár v běhu na lyžích 2015/16 byl seriálem závodů v běhu na lyžích během zimní sezóny. Organizovala jej Mezinárodní lyžařská federace (FIS). Součástí světového poháru byla též série závodů Tour de Ski. Celkové vítězství z loňského ročníku obhajovali Martin Johnsrud Sundby a Marit Bjørgenová.

## Výsledky závodů

### Muži

#### Individuální závody
| Závod                                                   | Místo konání                                        | Disciplína                                          | Datum                                               | 1. místo                                            | 2. místo                                            | 3. místo                                            | Průběžný lídr SP       |
| Ruka Triple (27. listopad 2015 – 29. listopad 2015)     | Ruka Triple (27. listopad 2015 – 29. listopad 2015) | Ruka Triple (27. listopad 2015 – 29. listopad 2015) | Ruka Triple (27. listopad 2015 – 29. listopad 2015) | Ruka Triple (27. listopad 2015 – 29. listopad 2015) | Ruka Triple (27. listopad 2015 – 29. listopad 2015) | Ruka Triple (27. listopad 2015 – 29. listopad 2015) |                        |
| ------------------------------------------------------- | --------------------------------------------------- | --------------------------------------------------- | --------------------------------------------------- | --------------------------------------------------- | --------------------------------------------------- | --------------------------------------------------- | ---------------------- |
| 1                                                       | Kuusamo                                             | Sprint K                                            | 27. listopad                                        | Sondre Turvoll Fossli                               | Eirik Brandsdal                                     | Petter Northug                                      | Sondre Turvoll Fossli  |
| 2                                                       | Kuusamo                                             | 10 km V                                             | 28. listopad                                        | Martin Johnsrud Sundby                              | Alex Harvey                                         | Dario Cologna                                       | Martin Johnsrud Sundby |
| 3                                                       | Kuusamo                                             | 15 km K stíhací závod                               | 29. listopad                                        | Niklas Dyrhaug                                      | Martin Johnsrud Sundby                              | Sjur Røthe                                          | Martin Johnsrud Sundby |
| Ruka Triple – konečné pořadí                            | Ruka Triple – konečné pořadí                        | Ruka Triple – konečné pořadí                        | Ruka Triple – konečné pořadí                        | Martin Johnsrud Sundby                              | Petter Northug                                      | Finn Hågen Krogh                                    | Martin Johnsrud Sundby |
| Konec Ruka Triple                                       |                                                     |                                                     |                                                     |                                                     |                                                     |                                                     | Martin Johnsrud Sundby |
| 4                                                       | Lillehammer                                         | Skiathlon                                           | 5. prosinec                                         | Martin Johnsrud Sundby                              | Niklas Dyrhaug                                      | Hans Christer Holund                                | Martin Johnsrud Sundby |
| 5                                                       | Davos                                               | 30 km V                                             | 12. prosinec                                        | Martin Johnsrud Sundby                              | Maurice Manificat                                   | Anders Gløersen                                     | Martin Johnsrud Sundby |
| 6                                                       | Davos                                               | Sprint V                                            | 13. prosinec                                        | Federico Pellegrino                                 | Baptiste Gros                                       | Sondre Turvoll Fossli                               | Martin Johnsrud Sundby |
| 7                                                       | Toblach                                             | Sprint V                                            | 19. prosinec                                        | Federico Pellegrino                                 | Simeon Hamilton                                     | Andrew Young                                        | Martin Johnsrud Sundby |
| 8                                                       | Toblach                                             | 15 km K                                             | 20. prosinec                                        | Martin Johnsrud Sundby                              | Alexandr Bessměrtnych                               | Sjur Røthe                                          | Martin Johnsrud Sundby |
| Tour de Ski (1. leden 2016 – 10. leden 2016)            |                                                     |                                                     |                                                     |                                                     |                                                     |                                                     | Martin Johnsrud Sundby |
| 9                                                       | Lenzerheide                                         | Sprint V                                            | 1. leden                                            | Federico Pellegrino                                 | Sergej Usťugov                                      | Finn Hågen Krogh                                    | Martin Johnsrud Sundby |
| 10                                                      | Lenzerheide                                         | 30 km K hromadný start                              | 2. leden                                            | Martin Johnsrud Sundby                              | Petter Northug                                      | Didrik Tønseth                                      | Martin Johnsrud Sundby |
| 11                                                      | Lenzerheide                                         | 10 km V stíhací závod                               | 3. leden                                            | Martin Johnsrud Sundby                              | Petter Northug                                      | Finn Hågen Krogh                                    | Martin Johnsrud Sundby |
| 12                                                      | Oberstdorf                                          | Sprint K                                            | 5. leden                                            | Emil Iversen                                        | Sergej Usťugov                                      | Alexej Poltoranin                                   | Martin Johnsrud Sundby |
| 13                                                      | Oberstdorf                                          | 15 km K hromadný start                              | 6. leden                                            | Alexej Poltoranin                                   | Dario Cologna                                       | Francesco de Fabiani                                | Martin Johnsrud Sundby |
| 14                                                      | Toblach                                             | 10 km V                                             | 8. leden                                            | Finn Hågen Krogh                                    | Martin Johnsrud Sundby                              | Maurice Manificat                                   | Martin Johnsrud Sundby |
| 15                                                      | Val di Fiemme                                       | 15 km K hromadný start                              | 9. leden                                            | Martin Johnsrud Sundby                              | Niklas Dyrhaug                                      | Alexej Poltoranin                                   | Martin Johnsrud Sundby |
| 16                                                      | Val di Fiemme                                       | 9 km V stíhací závod                                | 10. leden                                           | Martin Johnsrud Sundby                              | Robin Duvillard                                     | Matti Heikkinen                                     | Martin Johnsrud Sundby |
| Tour de Ski – konečné pořadí                            | Tour de Ski – konečné pořadí                        | Tour de Ski – konečné pořadí                        | Tour de Ski – konečné pořadí                        | Martin Johnsrud Sundby                              | Finn Hågen Krogh                                    | Sergey Usťugov                                      | Martin Johnsrud Sundby |
| Konec Tour de Ski                                       |                                                     |                                                     |                                                     |                                                     |                                                     |                                                     | Martin Johnsrud Sundby |
| 17                                                      | Planica                                             | Sprint V                                            | 16. leden                                           | Federico Pellegrino                                 | Baptiste Gros                                       | Richard Jouve                                       | Martin Johnsrud Sundby |
| 18                                                      | Nové Město                                          | 15 km V                                             | 23. leden                                           | Maurice Manificat                                   | Martin Johnsrud Sundby                              | Sergej Usťugov                                      | Martin Johnsrud Sundby |
| 19                                                      | Drammen                                             | Sprint K                                            | 3. únor                                             | Petter Northug                                      | Ola Vigen Hattestad                                 | Eirik Brandsdal                                     | Martin Johnsrud Sundby |
| 20                                                      | Oslo                                                | 50 km K hromadný start                              | 6. únor                                             | Martin Johnsrud Sundby                              | Niklas Dyrhaug                                      | Maxim Vylegžanin                                    | Martin Johnsrud Sundby |
| 21                                                      | Stockholm                                           | Sprint K                                            | 11. únor                                            | Nikita Krjukov                                      | Ola Vigen Hattestad                                 | Petter Northug                                      | Martin Johnsrud Sundby |
| 22                                                      | Falun                                               | 10 km K                                             | 13. únor                                            | Maxim Vylegžanin                                    | Alexandr Bessměrtnych                               | Maurice Manificat                                   | Martin Johnsrud Sundby |
| 23                                                      | Falun                                               | 15 km V hromadný start                              | 14. únor                                            | Sergej Usťugov                                      | Francesco de Fabiani                                | Martin Johnsrud Sundby                              | Martin Johnsrud Sundby |
| 24                                                      | Lahti                                               | Sprint V                                            | 20. únor                                            | Emil Iversen                                        | Finn Hågen Krogh                                    | Petter Northug                                      | Martin Johnsrud Sundby |
| 25                                                      | Lahti                                               | Skiathlon                                           | 21. únor                                            | Martin Johnsrud Sundby                              | Finn Hågen Krogh                                    | Hans Christer Holund                                | Martin Johnsrud Sundby |
| Ski Tour Canada 2016 (1. březen 2016 – 12. březen 2016) |                                                     |                                                     |                                                     |                                                     |                                                     |                                                     | Martin Johnsrud Sundby |
| 26                                                      | Gatineau                                            | Sprint V                                            | 1. březen                                           | Sergej Usťugov                                      | Richard Jouve                                       | Simeon Hamilton                                     | Martin Johnsrud Sundby |
| 27                                                      | Montreal                                            | 20 km K hromadný start                              | 2. březen                                           | Emil Iversen                                        | Petter Northug                                      | Sergej Usťugov                                      | Martin Johnsrud Sundby |
| 28                                                      | Québec                                              | Sprint V                                            | 4. březen                                           | Baptiste Gros                                       | Alex Harvey                                         | Sergej Usťugov                                      | Martin Johnsrud Sundby |
| 29                                                      | Québec                                              | 15 km V stíhací závod                               | 5. březen                                           | Martin Johnsrud Sundby                              | Matti Heikkinen                                     | Marcus Hellner                                      | Martin Johnsrud Sundby |
| 30                                                      | Canmore                                             | Sprint K                                            | 8. březen                                           | Federico Pellegrino                                 | Eirik Brandsdal                                     | Maurice Manificat                                   | Martin Johnsrud Sundby |
| 31                                                      | Canmore                                             | Skiathlon                                           | 9. březen                                           | Martin Johnsrud Sundby                              | Sergej Usťugov                                      | Matti Heikkinen                                     | Martin Johnsrud Sundby |
| 32                                                      | Canmore                                             | 15 km V                                             | 11. březen                                          | Matti Heikkinen                                     | Jevgenij Bělov                                      | Marcus Hellner                                      | Martin Johnsrud Sundby |
| 33                                                      | Canmore                                             | 15 km K stíhací závod                               | 12. březen                                          | Maurice Manificat                                   | Matti Heikkinen                                     | Martin Johnsrud Sundby                              | Martin Johnsrud Sundby |
| Konec Ski Tour Canada 2016                              | Konec Ski Tour Canada 2016                          | Konec Ski Tour Canada 2016                          | Konec Ski Tour Canada 2016                          | Martin Johnsrud Sundby                              | Sergej Usťugov                                      | Petter Northug                                      | Martin Johnsrud Sundby |

#### Týmové závody
| Závod | Místo konání | Disciplína      | Datum       | 1. místo                                                                           | 2. místo                                                                                   | 3. místo                                                                      |
| ----- | ------------ | --------------- | ----------- | ---------------------------------------------------------------------------------- | ------------------------------------------------------------------------------------------ | ----------------------------------------------------------------------------- |
| 1     | Lillehammer  | Štafeta         | 6. prosinec | Norsko I Niklas Dyrhaug Hans Christer Holund Martin Johnsrud Sundby Petter Northug | Norsko III Martin Loewstrøm Nyenget Mathias Rundgreen Simen Andreas Sveen Finn Hågen Krogh | Norsko II Emil Iversen Didrik Tønseth Sjur Røthe Anders Gløersen              |
| 2     | Planica      | Sprint dvojic V | 17. leden   | Itálie I Dietmar Noeckler Federico Pellegrino                                      | Francie I Renaud Jay Baptiste Gros                                                         | Francie II Valentin Chauvin Richard Jouve                                     |
| 3     | Nové Město   | Štafeta         | 24. leden   | Norsko I Sjur Røthe Martin Johnsrud Sundby Mathias Rundgreen Finn Hågen Krogh      | Rusko I Jevgenij Bělov Alexandr Legkov Alexej Chervotkin Sergej Usťugov                    | Itálie Dietmar Noeckler Francesco de Fabiani Roland Clara Federico Pellegrino |

### Ženy

#### Individuální závody
| Závod                                                   | Místo konání                                        | Disciplína                                          | Datum                                               | 1. místo                                            | 2. místo                                            | 3. místo                                            | Průběžný lídr SP             |
| Ruka Triple (27. listopad 2015 – 29. listopad 2015)     | Ruka Triple (27. listopad 2015 – 29. listopad 2015) | Ruka Triple (27. listopad 2015 – 29. listopad 2015) | Ruka Triple (27. listopad 2015 – 29. listopad 2015) | Ruka Triple (27. listopad 2015 – 29. listopad 2015) | Ruka Triple (27. listopad 2015 – 29. listopad 2015) | Ruka Triple (27. listopad 2015 – 29. listopad 2015) |                              |
| ------------------------------------------------------- | --------------------------------------------------- | --------------------------------------------------- | --------------------------------------------------- | --------------------------------------------------- | --------------------------------------------------- | --------------------------------------------------- | ---------------------------- |
| 1                                                       | Kuusamo                                             | Sprint K                                            | 27. listopad                                        | Maiken Caspersenová Fallaová                        | Stina Nilssonová                                    | Ragnhild Hagaová                                    | Maiken Caspersenová Fallaová |
| 2                                                       | Kuusamo                                             | 5 km V                                              | 28. listopad                                        | Therese Johaugová                                   | Charlotte Kallaová                                  | Ida Ingemarsdotterová                               | Ida Ingemarsdotterová        |
| 3                                                       | Kuusamo                                             | 10 km K stíhací závod                               | 29. listopad                                        | Therese Johaugová                                   | Stina Nilssonová                                    | Kerttu Niskanenová                                  | Stina Nilssonová             |
| Ruka Triple – konečné pořadí                            | Ruka Triple – konečné pořadí                        | Ruka Triple – konečné pořadí                        | Ruka Triple – konečné pořadí                        | Therese Johaugová                                   | Stina Nilssonová                                    | Ingvild Flugstad Østbergová                         | Therese Johaugová            |
| Konec Ruka Triple                                       |                                                     |                                                     |                                                     |                                                     |                                                     |                                                     | Therese Johaugová            |
| 4                                                       | Lillehammer                                         | Skiathlon                                           | 5. prosinec                                         | Therese Johaugová                                   | Heidi Wengová                                       | Charlotte Kallaová                                  | Therese Johaugová            |
| 5                                                       | Davos                                               | 15 km V                                             | 12. prosinec                                        | Therese Johaugová                                   | Ingvild Flugstad Østbergová                         | Heidi Wengová                                       | Therese Johaugová            |
| 6                                                       | Davos                                               | Sprint V                                            | 13. prosinec                                        | Stina Nilssonová                                    | Maiken Caspersenová Fallaová                        | Ingvild Flugstad Østbergová                         | Therese Johaugová            |
| 7                                                       | Toblach                                             | Sprint V                                            | 19. prosinec                                        | Maiken Caspersenová Fallaová                        | Ingvild Flugstad Østbergová                         | Stina Nilssonová                                    | Therese Johaugová            |
| 8                                                       | Toblach                                             | 10 km K                                             | 20. prosinec                                        | Therese Johaugová                                   | Krista Pärmäkoskiová                                | Ingvild Flugstad Østbergová                         | Therese Johaugová            |
| Tour de Ski (1. leden 2016 – 10. leden 2016)            |                                                     |                                                     |                                                     |                                                     |                                                     |                                                     | Therese Johaugová            |
| 9                                                       | Lenzerheide                                         | Sprint V                                            | 1. leden                                            | Maiken Caspersenová Fallaová                        | Ida Ingemarsdotterová                               | Ingvild Flugstad Østbergová                         | Therese Johaugová            |
| 10                                                      | Lenzerheide                                         | 15 km K hromadný start                              | 2. leden                                            | Therese Johaugová                                   | Ingvild Flugstad Østbergová                         | Heidi Wengová                                       | Therese Johaugová            |
| 11                                                      | Lenzerheide                                         | 5 km V stíhací závod                                | 3. leden                                            | Ingvild Flugstad Østbergová                         | Therese Johaugová                                   | Heidi Wengová                                       | Therese Johaugová            |
| 12                                                      | Oberstdorf                                          | Sprint K                                            | 5. leden                                            | Sophie Caldwellová                                  | Heidi Wengová                                       | Ingvild Flugstad Østbergová                         | Therese Johaugová            |
| 13                                                      | Oberstdorf                                          | 10 km K hromadný start                              | 6. leden                                            | Therese Johaugová                                   | Ingvild Flugstad Østbergová                         | Heidi Wengová                                       | Therese Johaugová            |
| 14                                                      | Toblach                                             | 5 km V                                              | 8. leden                                            | Jessica Digginsová                                  | Heidi Wengová                                       | Ingvild Flugstad Østbergová                         | Therese Johaugová            |
| 15                                                      | Val di Fiemme                                       | 10 km K hromadný start                              | 9. leden                                            | Heidi Wengová                                       | Ingvild Flugstad Østbergová                         | Therese Johaugová                                   | Therese Johaugová            |
| 16                                                      | Val di Fiemme                                       | 9 km V stíhací závod                                | 10. leden                                           | Therese Johaugová                                   | Heidi Wengová                                       | Elizabeth Stephenová                                | Therese Johaugová            |
| Tour de Ski – konečné pořadí                            | Tour de Ski – konečné pořadí                        | Tour de Ski – konečné pořadí                        | Tour de Ski – konečné pořadí                        | Therese Johaugová                                   | Ingvild Flugstad Østbergová                         | Heidi Wengová                                       | Therese Johaugová            |
| Konec Tour de Ski                                       |                                                     |                                                     |                                                     |                                                     |                                                     |                                                     | Therese Johaugová            |
| 17                                                      | Planica                                             | Sprint V                                            | 16. leden                                           | Stina Nilssonová                                    | Astrid Jacobsenová                                  | Heidi Wengová                                       | Therese Johaugová            |
| 18                                                      | Nové Město                                          | 10 km V                                             | 23. leden                                           | Therese Johaugová                                   | Astrid Jacobsenová                                  | Jessica Digginsová                                  | Therese Johaugová            |
| 19                                                      | Drammen                                             | Sprint K                                            | 3. únor                                             | Maiken Caspersenová Fallaová                        | Ingvild Flugstad Østbergová                         | Natalia Matvěvová                                   | Therese Johaugová            |
| 20                                                      | Oslo                                                | 30 km K hromadný start                              | 7. únor                                             | Therese Johaugová                                   | Ingvild Flugstad Østbergová                         | Anne Kyllönenová                                    | Therese Johaugová            |
| 21                                                      | Stockholm                                           | Sprint K                                            | 11. únor                                            | Maiken Caspersenová Fallaová                        | Ingvild Flugstad Østbergová                         | Stina Nilssonová                                    | Therese Johaugová            |
| 22                                                      | Falun                                               | 5 km K                                              | 13. únor                                            | Therese Johaugová                                   | Heidi Wengová                                       | Ingvild Flugstad Østbergová                         | Therese Johaugová            |
| 23                                                      | Falun                                               | 10 km V hromadný start                              | 14. únor                                            | Therese Johaugová                                   | Heidi Wengová                                       | Astrid Jacobsenová                                  | Therese Johaugová            |
| 24                                                      | Lahti                                               | Sprint V                                            | 20. únor                                            | Maiken Caspersenová Fallaová                        | Jessica Digginsová                                  | Heidi Wengová                                       | Therese Johaugová            |
| 25                                                      | Lahti                                               | Skiathlon                                           | 21. únor                                            | Therese Johaugová                                   | Heidi Wengová                                       | Ingvild Flugstad Østbergová                         | Therese Johaugová            |
| Ski Tour Canada 2016 (1. březen 2016 – 12. březen 2016) |                                                     |                                                     |                                                     |                                                     |                                                     |                                                     | Therese Johaugová            |
| 26                                                      | Gatineau                                            | Sprint V                                            | 1. březen                                           | Maiken Caspersenová Fallaová                        | Stina Nilssonová                                    | Jessica Digginsová                                  | Therese Johaugová            |
| 27                                                      | Montreal                                            | 13 km K hromadný start                              | 2. březen                                           | Therese Johaugová                                   | Heidi Wengová                                       | Astrid Jacobsenová                                  | Therese Johaugová            |
| 28                                                      | Québec                                              | Sprint V                                            | 4. březen                                           | Stina Nilssonová                                    | Maiken Caspersenová Fallaová                        | Heidi Wengová                                       | Therese Johaugová            |
| 29                                                      | Québec                                              | 10 km V stíhací závod                               | 5. březen                                           | Therese Johaugová                                   | Heidi Wengová                                       | Astrid Jacobsenová                                  | Therese Johaugová            |
| 30                                                      | Canmore                                             | Sprint K                                            | 8. březen                                           | Maiken Caspersenová Fallaová                        | Astrid Jacobsenová                                  | Ingvild Flugstad Østbergová                         |                              |
| 31                                                      | Canmore                                             | Skiathlon                                           | 9. březen                                           | Heidi Wengová                                       | Therese Johaugová                                   | Astrid Jacobsenová                                  |                              |
| 32                                                      | Lake Louise                                         | 10 km V                                             | 11. březen                                          | Ingvild Flugstad Østbergová                         | Heidi Wengová                                       | Krista Pärmäkoskiová                                |                              |
| 33                                                      | Canmore                                             | 10 km K stíhací závod                               | 12. březen                                          | Krista Pärmäkoskiová                                | Therese Johaugová                                   | Jessica Digginsová                                  |                              |
| Konec Ski Tour Canada 2016                              | Konec Ski Tour Canada 2016                          | Konec Ski Tour Canada 2016                          | Konec Ski Tour Canada 2016                          | Therese Johaugová                                   | Heidi Wengová                                       | Ingvild Flugstad Østbergová                         |                              |

#### Týmové závody
| Závod | Místo konání | Disciplína      | Datum       | 1. místo                                                                                          | 2. místo                                                                         | 3. místo                                                                                |
| ----- | ------------ | --------------- | ----------- | ------------------------------------------------------------------------------------------------- | -------------------------------------------------------------------------------- | --------------------------------------------------------------------------------------- |
| 1     | Lillehammer  | Štafeta         | 6. prosinec | Norsko I Maiken Caspersenová Fallaová Ingvild Flugstad Østbergová Therese Johaugová Heidi Wengová | Finsko Krista Pärmäkoskiová Kerttu Niskanenová Laura Mononenová Anne Kyllönenová | USA Rosie Brennanová Sadie Bjornsenová Elizabeth Stephenová Jessica Digginsová          |
| 2     | Planica      | Sprint dvojic V | 17. leden   | Švédsko I Ida Ingemarsdotterová Stina Nilssonová                                                  | Norsko I Heidi Wengová Astrid Jacobsenová                                        | Německo I Sandra Ringwaldová Hanna Kolbová                                              |
| 3     | Nové Město   | Štafeta         | 24. leden   | Norsko I Ingvild Flugstad Østbergová Heidi Wengová Therese Johaugová Astrid Jacobsenová           | USA Sophie Caldwellová Sadie Bjornsenová Elizabeth Stephenová Jessica Digginsová | Finsko Anne Kyllönenová Krista Pärmäkoskiová Riitta-Liisa Roponenová Kerttu Niskanenová |